# Dover (Idaho)
Dover es una ciudad ubicada en el condado de Bonner en el estado estadounidense de Idaho. En el año 2010 tenía una población de 556 habitantes y una densidad poblacional de 158,86 personas por km².

## Geografía
Dover se encuentra ubicado en las coordenadas 48°15′13″N 116°36′1″O / 48.25361, -116.60028. Según la Oficina del Censo, la localidad tiene un área total de 3,5 km² (1,4 mi²), de la cual 3,5 km² (1,4 mi²) es tierra y 0 km² (0 mi²) (0.0%) es agua.

## Demografía
En el 2000, la renta per cápita promedia del hogar era de $36,250, y el ingreso promedio para una familia era de $40,000. En 2000, los hombres tenían un ingreso per cápita de $31,875 contra $24,688 para las mujeres. El ingreso per cápita para la localidad era de $27,861. Alrededor del 3.9% de la población estaba bajo el umbral de pobreza nacional.